# Auto Technisches Spezialzubehör
L'Auto Technisches Spezialzubehör (abbreviato in ATS) è stata una squadra tedesca di Formula 1 presente nel Campionato Mondiale dal 1978 al 1984. A volte chiamata l'ATS tedesca per distinguerla dall'italiana A-T-S degli anni sessanta.
Essa prendeva il nome dal marchio di ruote in lega (Auto Technisches Spezialzubehör), di proprietà dell'imprenditore tedesco Günther Schmidt.
La compagnia aveva sede a Bad Dürkheim vicino all'Hockenheimring, ed aveva creato alcune tipologie rivoluzionare di ruota leggera per Porsche e Volkswagen. Inoltre costruiva speciali ruote in alluminio per AMG, il preparatore di vetture speciali Mercedes-Benz, negli anni settanta e ottanta. Inoltre ATS aveva sponsorizzato molti eventi sportivi per promuovere il suo marchio. Fu naturale dunque la creazione di un proprio team, anche se il difficile carattere del titolare rese travagliata la vita del team con continui cambiamenti nell'organigramma.

## Anni 70
Alla fine del 1976, ATS acquistò le vetture PC4 dalla Penske. Jean-Pierre Jarier fu ingaggiato come pilota e conquistò subito il 6º posto all'esordio nel Gran Premio degli Stati Uniti-Ovest 1977.
Una seconda vettura venne schierata nel Gran Premio di Germania per il pilota tedesco Hans Heyer. Heyer fallì la qualificazione, ma rimase famoso per essere partito comunque. Gli organizzatori se ne "accorsero" solo quando si ritirò per un guasto. Fu poi l'austriaco Hans Binder a guidare la vettura per il resto della stagione, anche se il team non si presentò al via nelle ultime tre gare extra-europee.
L'anno successivo, fu Robin Herd della March ad essere incaricato di progettare la prima vera ATS, la HS1 che fu guidata da Jarier e Jochen Mass. Jarier arrivò 8° nel Gran premio del Sud Africa, ma venne licenziato dopo un litigio con Schmidt, sostituito da Alberto Colombo nel Gran premio del Belgio. Dopo due qualificazioni fallite, Colombò lasciò il posto a Keke Rosberg fino al ritorno di Jarier solo per una gara in Germania. Successivamente si alternarono al volante di nuovo Binder e Michael Bleekemolen.
Anche Mass lasciò, dopo un incidente che gli procurò una gamba fratturata durante un test. Dopo un tentativo di qualifica con Harald Ertl, sulla vettura di Mass tornò Rosberg. Malgrado l'arrivo della nuova vettura, la D1, mancarono completamente i risultati.
Il 1979 vide l'arrivo di Hans-Joachim Stuck per guidare una vettura progettata da Giacomo Caliri, ma l'unico piazzamento a punti, un 5º posto, arrivò solo nel Gran Premio degli USA-Est e con la nuova vettura, la D3, progettata da Nigel Stroud.

## Anni 80
Nel 1980 il team tornò a schierare due vetture con Marc Surer e Jan Lammers come piloti. Surer giunse 7° nel GP del Brasile, mentre Lammers ottenne il 4º tempo in prova prima di ritirarsi in gara nel GP di Long Beach. Fu un fuoco di paglia e il team finì presto in posizioni arretrate malgrado l'arrivo della nuova vettura, la D4, progettata da Gustav Brunner. Dopo un infortunio a Surer, che riportò la frattura di entrambe le caviglie, il team rimase in corsa con una sola vettura. Surer tornò al GP di Francia, quando Lammers passò alla Ensign. Il team non conquistò punti. Intanto si fece complicata anche la situazione finanziaria della squadra e la sua partecipazione all'edizione successiva del campionato di Formula 1 veniva messa in dubbio.
Nonostante queste incertezze, la scuderia si iscrisse regolarmente e assunse il progettista della Ligier Hervé Guilpin. Nel 1981, Lammers e Surer si scambiarono il sedile e Lammers tornò per guidare l'unica vettura (ancora la D4). Al GP di San Marino venne schierata una seconda vettura per il pilota svedese Slim Borgudd. Questi, rimasto unico pilota della scuderia, conquistò un rocambolesco sesto posto al Gran premio di Gran Bretagna con la nuova vettura, la HGS1. Seguirono pochi risultati e molte non qualificazioni. La vettura era sponsorizzata dal gruppo musicale ABBA di cui Slim Borgudd era stato batterista.
Nel 1982 si tornò alle due vetture in pista. La nuova vettura, la D5, era una evoluzione della HGS1 (Guilpin era passato all'Osella) e fu affidata a Manfred Winkelhock e Eliseo Salazar. I migliori risultati furono due quinti posti, uno per ciascuno dei piloti (oltre ad un sesto posto per Winkelhock revocato perché la vettura venne trovata sottopeso).

## 1983-84 Motori BMW

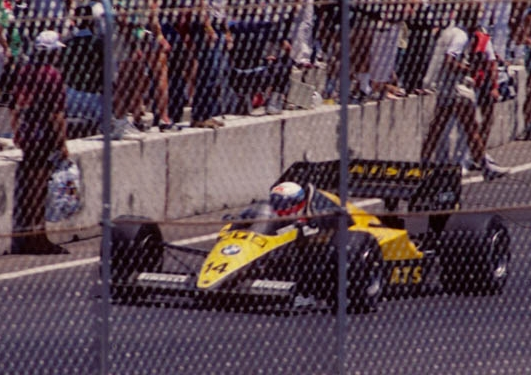
Manfred Winkelhock con la ATS D7 al Gran Premio degli Stati Uniti, 1984

Nel 1983 Schmidt sfruttò le sue conoscenze nell'industria automobilistica per ottenere dalla BMW i potenti motori turbo della casa bavarese. La vettura, per il solo pilota Winkelhock, era ancora opera di Gustav Brunner. La D6 era assai innovativa con il telaio avente funzioni anche di carrozzeria. Vi furono eccellenti risultati in prova, ma i continui cambiamenti di staff non permisero di raggiungere l'affidabilità necessaria.
L'anno successivo, al vettura la D7 era una evoluzione della precedente, ma Brunner lasciò il team prima dell'inizio della stagione e i risultati mancarono a lungo. Winkelhock era in terza posizione al GP del Belgio prima che un guasto elettrico lo costringesse al ritiro. Nell gare in Austria e Italia, una seconda D7 venne schierata per Gerhard Berger. Dopo l'ennesima rottura al cambio, Winkelhock lasciò il team, mentre Berger conquistava a Monza un sesto posto, ma il punto non venne assegnato al team in quanto la seconda vettura non era iscritta al campionato.
Alla fine dell'anno la BMW, visti i pessimi risultati e la pessima immagine del team, non rinnovò il contratto di fornitura, preferendo la Arrows. 
Il team fu sciolto e di lì a poco Schmidt lasciò anche la ATS Wheels.

## Il ritorno con la RIAL
Nel 1988, Gunter Schmidt, fondata una nuova compagnia produttrice di ruote, la RIAL, rientrò con un team avente lo stesso nome. L'avventura della Rial fu però breve e durò meno di due anni.

## Risultati completi in Formula 1
| Anno | Vettura  | Motore            | Gomme | Piloti              |    |    |     |     |    |    |    |    |    |     |     |    |    |     |     |    | Punti | Pos. |
| ---- | -------- | ----------------- | ----- | ------------------- | -- | -- | --- | --- | -- | -- | -- | -- | -- | --- | --- | -- | -- | --- | --- | -- | ----- | ---- |
| 1978 | HS1 e D1 | Ford Cosworth DFV | G     | Jochen Mass         | 11 | 7  | Rit | Rit | NQ | 11 | 9  | 13 | 13 | NC  | Rit | NQ | NQ |     |     |    | 0     | -    |
| 1978 | HS1 e D1 | Ford Cosworth DFV | G     | Jean-Pierre Jarier  | 12 | NP | 8   | 11  | NQ |    |    |    |    |     | NQ  |    |    |     |     |    | 0     | -    |
| 1978 | HS1 e D1 | Ford Cosworth DFV | G     | Alberto Colombo     |    |    |     |     |    | NQ | NQ |    |    |     |     |    |    |     |     |    | 0     | -    |
| 1978 | HS1 e D1 | Ford Cosworth DFV | G     | Keke Rosberg        |    |    |     |     |    |    |    | 15 | 16 | Rit |     |    |    |     | Rit | NC | 0     | -    |
| 1978 | HS1 e D1 | Ford Cosworth DFV | G     | Hans Binder         |    |    |     |     |    |    |    |    |    |     |     | NQ |    |     |     |    | 0     | -    |
| 1978 | HS1 e D1 | Ford Cosworth DFV | G     | Michael Bleekemolen |    |    |     |     |    |    |    |    |    |     |     |    | NQ | NQ  | Rit | NQ | 0     | -    |
| 1978 | HS1 e D1 | Ford Cosworth DFV | G     | Harald Ertl         |    |    |     |     |    |    |    |    |    |     |     |    |    | NPQ |     |    | 0     | -    |

| Anno | Vettura | Motore            | Gomme | Piloti             |    |     |     |    |    |   |     |    |    |     |     |     |    |     |   |  | Punti | Pos. |
| ---- | ------- | ----------------- | ----- | ------------------ | -- | --- | --- | -- | -- | - | --- | -- | -- | --- | --- | --- | -- | --- | - |  | ----- | ---- |
| 1979 | D2 e D3 | Ford Cosworth DFV | G     | Hans-Joachim Stuck | NQ | Rit | Rit | SQ | 14 | 8 | Rit | NP | NQ | Rit | Rit | Rit | 11 | Rit | 5 |  | 2     | 11º  |

| Anno | Vettura | Motore            | Gomme | Piloti      |     |    |    |     |    |    |     |     |    |    |    |     |    |   |  |  | Punti | Pos. |
| ---- | ------- | ----------------- | ----- | ----------- | --- | -- | -- | --- | -- | -- | --- | --- | -- | -- | -- | --- | -- | - |  |  | ----- | ---- |
| 1980 | D3 e D4 | Ford Cosworth DFV | G     | Marc Surer  | Rit | 7  | NQ |     |    |    | Rit | Rit | 12 | 12 | 10 | Rit | NQ | 8 |  |  | 0     | -    |
| 1980 | D3 e D4 | Ford Cosworth DFV | G     | Jan Lammers | NQ  | NQ | NQ | Rit | 12 | NC |     |     |    |    |    |     |    |   |  |  | 0     | -    |
| 1980 | D3 e D4 | Ford Cosworth DFV | G     | Harald Ertl |     |    |    |     |    |    |     |     | NQ |    |    |     |    |   |  |  | 0     | -    |

| Anno | Vettura | Motore            | Gomme | Piloti       |     |    |    |    |    |     |    |    |   |     |     |    |     |     |    |  | Punti | Pos. |
| ---- | ------- | ----------------- | ----- | ------------ | --- | -- | -- | -- | -- | --- | -- | -- | - | --- | --- | -- | --- | --- | -- |  | ----- | ---- |
| 1981 | D4 e D5 | Ford Cosworth DFV | M e A | Jan Lammers  | Rit | NQ | 12 | NQ |    |     |    |    |   |     |     |    |     |     |    |  | 1     | 13º  |
| 1981 | D4 e D5 | Ford Cosworth DFV | M e A | Slim Borgudd |     |    |    | 13 | NQ | NPQ | NQ | NQ | 6 | Rit | Rit | 10 | Rit | Rit | NQ |  | 1     | 13º  |

| Anno | Vettura | Motore            | Gomme | Piloti             |    |     |     |    |     |     |     |     |    |    |     |     |     |     |    |    | Punti | Pos. |
| ---- | ------- | ----------------- | ----- | ------------------ | -- | --- | --- | -- | --- | --- | --- | --- | -- | -- | --- | --- | --- | --- | -- | -- | ----- | ---- |
| 1982 | D5      | Ford Cosworth DFV | G     | Manfred Winkelhock | 10 | 5   | Rit | SQ | Rit | Rit | Rit | NQ  | 12 | NQ | 11  | Rit | Rit | Rit | NQ | NC | 4     | 12º  |
| 1982 | D5      | Ford Cosworth DFV | G     | Eliseo Salazar     | 9  | Rit | Rit | 5  | Rit | Rit | Rit | Rit | 13 | NQ | Rit | Rit | NQ  | 14  | 9  | NQ | 4     | 12º  |

| Anno | Vettura | Motore      | Gomme | Piloti             |    |     |     |    |     |     |     |   |     |    |     |    |     |   |     |  | Punti | Pos. |
| ---- | ------- | ----------- | ----- | ------------------ | -- | --- | --- | -- | --- | --- | --- | - | --- | -- | --- | -- | --- | - | --- |  | ----- | ---- |
| 1983 | D6      | BMW M12/M13 | G     | Manfred Winkelhock | 15 | Rit | Rit | 11 | Rit | Rit | Rit | 9 | Rit | NQ | Rit | SQ | Rit | 8 | Rit |  | 0     | -    |

| Anno | Vettura | Motore      | Gomme | Piloti             |    |     |     |     |     |     |   |     |   |     |     |    |     |    |     |    | Punti | Pos. |
| ---- | ------- | ----------- | ----- | ------------------ | -- | --- | --- | --- | --- | --- | - | --- | - | --- | --- | -- | --- | -- | --- | -- | ----- | ---- |
| 1984 | D7      | BMW M12/M13 | P     | Manfred Winkelhock | SQ | Rit | Rit | Rit | Rit | Rit | 8 | Rit | 8 | Rit | Rit | NP | Rit | NP |     |    | 0     | -    |
| 1984 | D7      | BMW M12/M13 | P     | Gerhard Berger     |    |     |     |     |     |     |   |     |   |     |     | 12 |     | 6  | Rit | 13 | 0     | -    |